# Honza (postava)
Honza je archetypální postava z pohádek. Jak ve folklorní (lidové), tak v moderní autorské pohádce je Honza zástupcem prostého lidu. Většinou se jedná o siláka, kterému nechybí zdravý selský rozum, ačkoli se svému okolí jeví jinak. Honza bývá popisován jako hloupý, líný, chytrý, český... ale tato pohádková postava není českého původu. Honza po opuštění teplé pece a rodné vesnice překoná ve světě různé překážky, dosáhne úspěchu a vrací se domů šťasten a se slávou.
I hloupý Honza je téměř univerzální pohádkový typus. Jsou případy, kdy to není ani hrdina, ani chytrák, nýbrž obyčejný, prostý a dobrosrdečný nádiva, který je pro smích všem a nehodí se k ničemu, ale jemuž vyšší spravedlnost a lahodná demokratičnost pohádek nadělí korunu královskou a veškeré dary života. Úspěchu je možno dobývati silnými činy, je možno jej vytaškařit vlastní chytrostí; ale což i my nečekáme, že nám snad štěstí spadne do klína jako milost, že k němu přijdeme jako slepí k houslím, že to pravé štěstí není zásluha, nýbrž úsměvný a tajemně štědrý dar? Potká-li nás něco dobrého, přijímáme to ne jako zaslouženou odměnu, ale trochu zmateni, drobet nejisti, zda se nám to jenom nezdá; každý z nás ve zvláště šťastném okamžiku byl hloupým Honzou, který k štěstí přišel.
Karel Čapek, Marsyas čili na okraj literatury (strana 122)

## Výskyt Honzy (stručný přehled)

### Filmografie
- 1926 – Román hloupého Honzy.[7] Scénář: Jan Bárta. Režie: František Hlavatý
- 1963 – O líném Honzovi. TV film.[8] Podle předlohy knihy Český Honza Josefa Lady. Režie: Vlasta Janečková
- 1966 – Třikrát o Honzovi.[9] TV film. Režie: Vlasta Janečková
- 1973 – Honzovo království. TV film. Režie: Věra Jordánová
- 1975 – Král Honza. TV film. Scénář: Drahoslav Makovička. Režie: Eva Hallerová
- 1977 – Honza málem králem.[10] Námět a scénář: Oldřich Kautský. Režie: Bořivoj Zeman
- 1980 – Princové jsou na draka.[11] TV inscenace. Scénář: Jiří Chalupa. Režie: Jiří Adamec
- 1985 – O chytrém Honzovi.[12] TV film. Scénář: Jan Křtitel Sýkora. Režie: Ludvík Ráža
- 1986 – O buchtách a milování[13] TV film. Scénář: Pavel Aujezdský. Režie: Věra Jordánová
- 2007 – Český Honza.[14] TV film. Scénář a režie: Zdeněk Kozák ml.

### Balet
Baletní pantomima o 5 obrazech. Hudba: Oskar Nedbal (1902) na libreto Františka Karla Hejdy.

### Diskografie
V roce 1968 vydala rocková kapela Rebels album Šípková Růženka, jež obsahuje i píseň Hloupej Honza. Na rozdíl od pohádkového hrdiny Honzovi chybí motivace a je líný tak, že se domů vrací „s prázdnou“ už po několika hodinách. S pohádkou Boženy Němcové Jak se Honzík učil latinsky spojuje oba příběhy „latina“ a kulatý sud.